# (38578) 1999 XS11
1999 أكس أس 11 (ويعرف أيضًا باسم (38578) 1999 أكس أس 11 وفق تسمية الكوكب الصغير) (بالإنجليزية: 1999 XS11)‏ هو كويكب ضمن حزام الكويكبات؛ وترتيبه 38578 من حيث الاكتشاف.
اكتُشف هذا الجُرم الفلكي بواسطة ماسح السماء كاتالينا في 6 ديسمبر 1999.

## وصلات خارجية
- (38578) 1999 XS11 في قاعدة بيانات مختبر الدفع النفاث لأجرام النظام الشمسي الصغيرة

- الاكتشاف · مخطط المدار ·  العناصر المدارية · المعلمات المادية

- (38578) 1999 XS11 على موقع ويكي سكاي: DSS2, SDSS, GALEX, IRAS, Hydrogen α, X-Ray, Astrophoto, Sky Map, Articles and images